# Толкава
Толкава — река в России, протекает в Кулебакском районе Нижегородской области. Устье реки находится в 60 км по правому берегу реки Велетьма. Длина реки составляет 21 км, площадь водосборного бассейна 96,4 км².
Исток реки в лесах в 5 км к юго-востоку от посёлка Велетьма. Всё течение реки проходит по ненаселённому лесному массиву, течёт на северо-запад. Устье находится двумя километрами ниже посёлка Велетьма.

## Данные водного реестра
По данным государственного водного реестра России относится к Окскому бассейновому округу, водохозяйственный участок реки — Ока от впадения реки Мокша до впадения реки Тёша, речной подбассейн реки — бассейны притоков Оки от Мокши до впадения в Волгу. Речной бассейн реки — Ока.
По данным геоинформационной системы водохозяйственного районирования территории РФ, подготовленной Федеральным агентством водных ресурсов:
- Код водного объекта в государственном водном реестре — 09010300112110000030374
- Код по гидрологической изученности (ГИ) — 110003037
- Код бассейна — 09.01.03.001
- Номер тома по ГИ — 10
- Выпуск по ГИ — 0